# Commission électorale nationale indépendante (Tchad)
Pour les articles homonymes, voir Commission électorale nationale indépendante.
La Commission électorale nationale indépendante est une organisation mise en place en 2013 pour organiser les élections au Tchad. Elle est constituée de 40 membres :
- 17 issus de la majorité présidentielle,
- 17 autres issus de l'opposition,
- 6 membres appartenant à la société civile[1].